# Charles de Villers

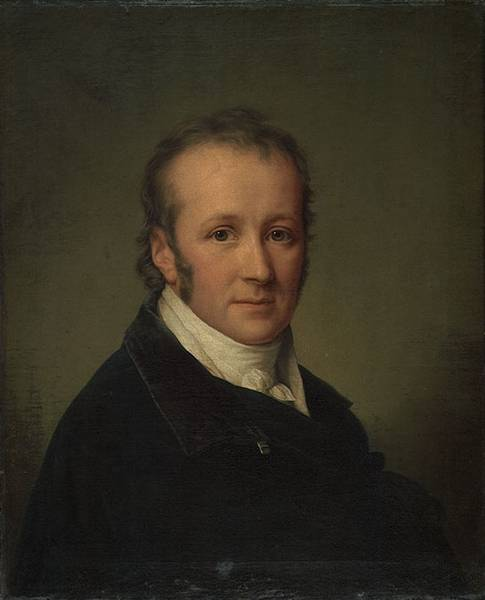
Charles de Villers, porträtiert von Friedrich Carl Gröger

Charles François Dominique de Villers (* 4. November 1765 in Boulay-Moselle; † 26. Februar 1815 in Göttingen) war ein französischer Offizier, Philosoph und Autor. Bedeutend wurde er vor allem, indem er die Ideen von Immanuel Kant in Frankreich bekannt machte.

## Leben

### Jugend
Villers wurde 1765 im lothringischen Städtchen Bolchen (Boulay) geboren. Sein Vater war Finanzbeamter, seine Mutter, eine geborene de Lannaguet, stammte aus dem Provinzadel der Languedoc. Vom neunten bis fünfzehnten Lebensjahr besuchte er die Schule der Benediktiner zu St. Jacques in Metz. 1780 wurde er Anwärter und 1781 Zögling der Artillerieschule in Metz. Im selben Jahr wurde er Unterleutnant in Toul, 1783 kam er zum Regiment von Metz in Strassburg, 1787 wurde er Leutnant, 1792 Hauptmann im Artillerieregiment von Besançon. Er war Aide-de-camp des Marquis de Puységur, durch den er dazu kam, sich mit dem Mesmerismus zu beschäftigen. Aus dieser Zeit stammt sein Roman Le magnétiseur amoureux (Genf 1789). Charles de Villers war Mitbegründer der Sociéte harmonique in Metz, einem Ableger der 1785 in Straßburg gegründeten Sociéte Harmonique des Amis Réunis. Außerdem beschäftigte Villers sich mit der griechischen und hebräischen Sprache, sowie der Theorie und Praxis der Dichtkunst.

### Exil
Von der Revolution war er bald enttäuscht und verfasste mehrere satirische und kritische Schriften, weshalb er gezwungen war, sich 1792 der Exilregierung der Königsbrüder Stanislas Xavier, Comte de Provence und Charles Philippe anzuschließen. Danach hielt er sich an verschiedenen Orten auf. Aus seiner Heimatstadt musste er fliehen, da man nach ihm fahndete. Lüttich, Münster, Driburg und Holzminden waren die ersten Stationen seines Exils.
1796 immatrikulierte er sich als Student an der Georgia Augusta in Göttingen. Sein besonderes Interesse galt der Philosophie Immanuel Kants. Als dem Emigranten 1801 für einige Monate die Rückkehr nach Paris erlaubt wurde, gelang es de Villers, Napoleon für Kants Denken zu interessieren, das dieser bis dahin als „deutsche Ideologie“ abgetan hatte: „Der erste Konsul von ganz Europa hat sehr wenig Zeit zu verlieren, und man gestand mir nur vier Seiten zu, um ihm zu sagen, worum es sich handelte, und vier Stunden daran zu denken.“ Unter diesem Zeitdruck entstand de Villers Philosophie de Kant. Aperçu rapide des bases et de la direction de cette philosophie, eine antiquarische Rarität, da die Broschüre weder in Paris noch in Göttingen aufbewahrt wurde. Neben einem Exemplar in Goethes Bibliothek fand sich nur im Nachlass des Autors noch die Erstausgabe, nach der 1925 ein bibliophiler Nachdruck aufgelegt wurde.
Als im Königreich Westphalen unter Jérôme Bonaparte die Schließung der fünf Universitäten in Göttingen, Helmstedt, Marburg, Rinteln und Halle drohte, plädierte de Villers in einer an Napoleon persönlich gerichteten Schrift für deren Erhalt. Unterstützt wurde die Publikation des Coup d'œil sur les universités et le mode d'instruction publique de l'Allemagne protestante, en particulier du royaume de Westphalie vom Direktor des öffentlichen Unterrichts, dem ehemaligen Staatsminister Johannes von Müller. Müller setzte sich auch für eine Übersetzung ein, erst bei Achim von Arnim, dann bei Joseph Görres, mit dessen „erläuternden und berichtigenden Anmerkungen“ das Buch noch im selben Jahr 1808 auch auf Deutsch erschien.
In Göttingen lernte de Villers die mit dem späteren Lübecker Bürgermeister Mattheus Rodde verheiratete Dorothea Schlözer kennen und wurde 1797 in deren Hausstand in Lübeck mit aufgenommen, eine klassische Ménage à trois auf Lebenszeit entstand. 1803 kam es auf einer Reise nach Paris zu einer Begegnung mit der Madame de Staël in Metz, die ihn für sich gewinnen wollte. Villers widerstand, blieb jedoch mit ihr in ständigem Briefwechsel und beeinflusste ihr Deutschlandbild maßgeblich.

### Bericht über die Besetzung Lübecks 1806

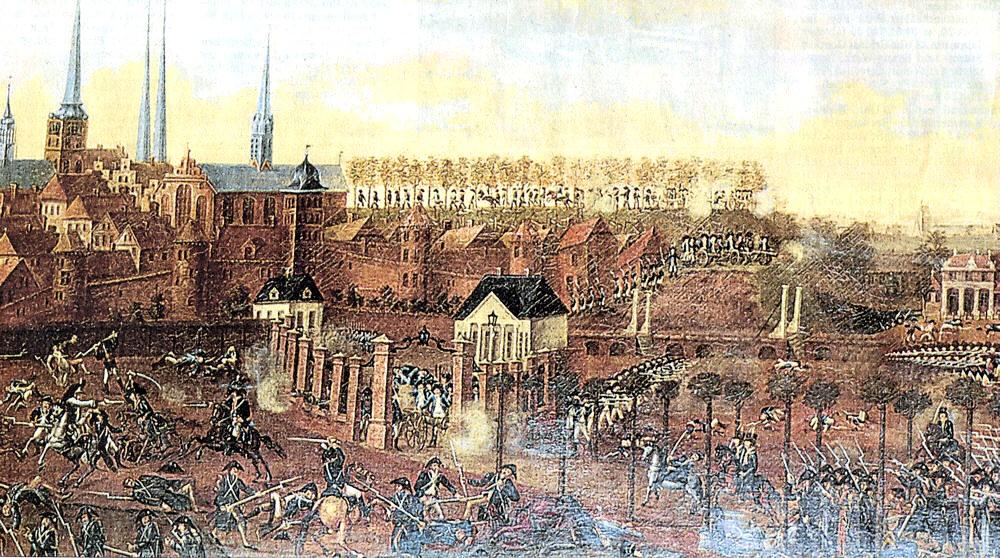
Kämpfe am Burgtor

Villers als Hausgast konnte die Roddes in Lübeck bei der französischen Besetzung 1806 vor dem Schlimmsten bewahren, er berichtete von diesen katastrophalen Ereignissen in seinem Brief an die Gräfinn Fanny de Beauharnais enthaltend eine Nachricht von den Begebenheiten, die zu Lübeck an dem Tage, Donnerstag den 6ten November 1806 und folgenden vorgefallen sind. Dieser Brief wurde gedruckt und war ein zu seiner Zeit in Europa vielbeachtetes Dokument und ist heute eine wichtige historische Quelle. Hier soll allerdings nur das persönliche Erleben von Villers dargestellt werden, zu den Ereignissen insgesamt siehe die Hauptartikel über die Schlacht bei Lübeck bzw. die Lübecker Franzosenzeit.
Villers schreibt, dass man in Lübeck keine Ahnung von Größe und Standort der anrückenden Truppen hatte, bis am 5. November die vor den Franzosen fliehenden Preußen unter Blücher vor der Stadt erschienen. Den Protest der Stadtverwaltung und deren Hinweise auf die Neutralität Lübecks ignorierend verlangte Blücher, dass die Stadt einen erheblichen Teil seiner Truppen aufnehmen und Einquartierung für einige Tausend Soldaten schaffen sollte. Die Quartiernahme verlief chaotisch, da bereits der Abend einbrach und man in der Stadt völlig überrascht und dementsprechend unvorbereitet war. Aber die Soldaten, obwohl sehr erschöpft, hätten sich korrekt verhalten und der bei Roddes einquartierte Offizier hätte versichert, dass man anderen Tages aus der Stadt rücken und sich ergeben wolle.
Tatsächlich wurde die Stadt von Blücher zu diesem Zeitpunkt provisorisch befestigt und die Stadttore mit Artillerie bestückt. Der Versuch, den Franzosen Widerstand zu leisten, schlug allerdings fehl. Aufgrund einer eigensinnigen Torheit des „Schwarzen Herzogs“ von Braunschweig-Oels drangen bereits am Mittag des 6. November französische Truppen durch das Burgtor und den Preußen blieb nur die Flucht. Villers wirft hier Blücher persönlich vor, dass angesichts des geringen Vorteils, den die preußischen Truppen im besten Falle hätten gewinnen können (Blücher selbst veranschlagte nur zwei Tage, die er sich hätte halten können), die Verletzung der Neutralität der Stadt mit all ihren Folgen nicht zu vertreten gewesen sei.
So begann aber nun der Straßenkampf, die preußischen Soldaten verschanzten sich in den Häusern, welche die Bürger zu verschließen versuchten. Villers hatte den Eingang seines Hauses ebenfalls so gut als möglich verschlossen und ging zum benachbarten Haus der Roddes, wo nur Dorothea Rodde mit den Kindern war (Mattheus Rodde hielt sich beim Senat auf). Das Haus lag in der Nähe des Burgtors, man wurde daher Zeuge des Eindringens der Franzosen und des folgenden Gemetzels. Gegen 3 Uhr nachmittags endeten die Kämpfe, nachdem alle in der Stadt gebliebenen Preußen entweder tot oder gefangen waren. Die Einwohner meinten nun, bereits davongekommen zu sein.
Das war aber nicht der Fall, vielmehr begann in der eroberten Stadt eine gewalttätige Plünderung. Villers, der für Frau Rodde und ihre beiden Töchter das Schlimmste befürchtete, setzte einen Hut mit französischer Kokarde auf, zog einen blauen Mantel an und stellte sich mit seinem alten Adjutantensäbel bewaffnet in die Tür. Es gelang Villers, Soldaten, die bei Roddes eindringen wollten, davon abzuhalten, indem er sich aus seiner Militärzeit des rauen Befehlstones erinnerte, allerlei Ausflüchte gebrauchte, wobei er z. B. behauptete, hier als Wache und Quartiermacher eines Generals zu stehen.
Gegen 9 Uhr kehrte Rodde wohlbehalten aus der Senatsversammlung zurück mit der Nachricht, er habe dem französischen Befehlshaber Bernadotte, dem Fürsten von Ponte Corvo, sein Haus zur Verfügung gestellt. Bernadotte traf in der Nacht ein und speiste mit der Familie Rodde und Villers, dem er gestattete, als sein Sekretär aufzutreten und dementsprechend sich Geltung zu verschaffen, was Villers in den nächsten Tagen vielfach tat. Bereits in der ersten Nacht noch wurde die Tür des Hauses von Hilfesuchenden und Verzweifelten belagert, die sich von Villers Rettung vor den Gewalttätigkeiten der Soldaten erhofften.
Villers tat, was er konnte, und nicht nur er. Zahlreiche Offiziere und sogar ein ganzes Regiment (das 32. Infanterieregiment) versuchten, die Plünderungen und Misshandlungen zu unterbinden, was aber nur zum kleinen Teil gelingen konnte und wobei manche sogar verletzt wurden.
Am 7. November erfolgte die Kapitulation, die aber den Plünderungen kein Ende setzte. Schließlich waren etwa 70.000 Soldaten (Franzosen und gefangene Preußen) in der Stadt, somit mehr als die doppelte Einwohnerzahl, es gab zahlreiche Verwundete und die entstandenen Schäden (so führt Villers aus) wurden vor allem dadurch besonders bedeutend, dass
1. es überall eingelagerte Wintervorräte gab,
2. Anfang November in Lübeck ein Termin für jährliche Zahlungen war, weshalb es in allen Haushalten relativ große Mengen an Bargeld gab,
3. man aus Angst vor Bränden während der Beschießung alle Wertsachen möglichst am Leib trug („Die Marodeurs ripsrapsten das alles zusammen weg.“[9]),
4. zu allem Überfluss Lübeck bedeutenden Handel mit Wein und Branntwein trieb, dementsprechend groß waren die Vorräte an Alkohol.

Villers berichtet von den Plünderungen einige grausige und einige groteske Episoden: Wie bei einem alten Weinhändler die Marodeure unter der Kleidung einen Geldgürtel zu spüren meinten, ihn auszogen und nur ein Bruchband fanden, darüber so erbost waren, dass sie ihm ein Bajonett in den Leib stießen. Wie eine Frau einige Möbel umstürzte, sich die Haare zerraufte, die Kleidung zerriss und sich bei offener Tür weinend auf dem Boden wälzte, worauf sämtliche Soldateska vorbeizog in der Meinung, hier wären schon andere am Werk gewesen.
Mit besonderer Emphase schildert Villers die offenbar massenhaft vorgekommenen Vergewaltigungen:
Blutbesudelte Elende benutzten die Aengste des Schreckens, um mit ihren gräuelvollen Wollüsten unglückliche Schlachtopfer, halbtodte Weiber zu vergiften. Die meisten davon werden ihre Entehrung nicht lange überleben; und ihre unglücklichen Familien, ihre Gatten, ihre Mütter, ihre Geliebten auf späte Zeiten in ihren Herzen einen tödtenden Nagewurm davon behalten.
Er berichtet:
- Eine von Soldaten verfolgte Mutter mit ihrem Kind im Arm sei in das Wasser gesprungen, wobei ihr Kind ertrank. Die Frau halte sich nun für eine Kindsmörderin und habe darüber den Verstand verloren.
- Ein Trupp des 4. Corps sei in das Irrenhaus eingebrochen und hätte die dort eingeschlossenen wahnsinnigen Dirnen missbraucht und misshandelt.
- Eine Frau sei von 22 Soldaten vergewaltigt worden und für tot in einen Teich geworfen worden, wo sie dann wirklich starb.
- Er selbst habe ein Opfer gesehen, eine junge Frau mit leerem Blick, zerrissenem Kleid und zerkratztem Busen, die von zwei älteren Frauen gestützt wurde. Dieses Bild habe sich ihm tief eingeprägt.

Besonders empört zeigt sich Villers über manche Reaktion seiner Landsleute auf solche Berichte:
Der Leichtsinn unserer Nation nimmt bisweilen die Erzählung von Mißgeschicken dieser Gattung mit einem unanständigen, unmenschlichen Lächeln auf. […] Ein solches Lächeln kommt mir wie das Lächeln der Hölle vor; und nichts moralisch Scheußlicheres kenne ich!
Überhaupt beklagt er die fehlende Einsicht in das begangene Unrecht bei den französischen Truppen. Auch sonst redliche junge Leute unter den Soldaten seien der Überzeugung, „die Stadt Lübeck gehöre ihnen mit Allem, was darinnen ist, und man müsse es ihnen noch als eine ausgezeichnete Milde aufs Kerbholz schreiben, daß sie selbige nicht ganz verbrannt und verwüstet hätten.“
Villers sah sich durch diese Ausschreitungen veranlasst, an Bernadotte einen Brief zu schreiben, in dem er ihn anflehte, diese Übergriffe durch einen entsprechenden Befehl zu beenden. Ein solcher Befehl erging auch tatsächlich am Morgen des 8. November, freilich nur an das von Bernadotte geführte 1. Corps. Villers suchte am selben Tag auch noch Murat, den Großherzog von Berg, auf und beschwor ihn in gleicher Weise. Soult, den dritten Kommandeur, traf er nicht an. Obwohl also Bernadotte und Murat versuchten, Einhalt zu gebieten, setzten sich die Ausschreitungen fort, vor allem, da immer noch neue Truppen in die Stadt drängten. Erst am 9. November gelang es, die Ordnung halbwegs wiederherzustellen, wobei auf dem Land, in den umliegenden Dörfern und in den Vorstädten die Misshandlungen sich noch fortsetzten. Insbesondere den Landpfarrern habe man übel mitgespielt, sie verprügelt, ausgeraubt bis zum letzten und ihre Frauen und Töchter vergewaltigt.
Insgesamt schätzt Villiers die entstandenen unmittelbaren und bezifferbaren Schäden auf mindestens 12 Millionen Francs. Die Zahl der unmittelbaren Todesopfer in der Bevölkerung Lübecks gibt er mit über 100 an.
Der Brief erschien am 5. März 1807 im Buchhandel und wurde von den französischen Behörden in Hamburg, Lübeck, Amsterdam und Paris umgehend verboten. Napoleon, von dem man sich Hilfe für das geplünderte Lübeck erhofft hatte, drohte dem deutschen Ideologen mit Verhaftung. Wäre Marschall Davout des Autors habhaft geworden, so wäre er wohl auch als Verräter und Beschmutzer der Ehre der französischen Armee verhaftet worden. Immerhin beschlagnahmte Davout Villers Papiere und ließ ihn, der sich zu der Zeit in Paris aufhielt, am 8. März 1811 aus Lübeck ausweisen.

### Göttingen

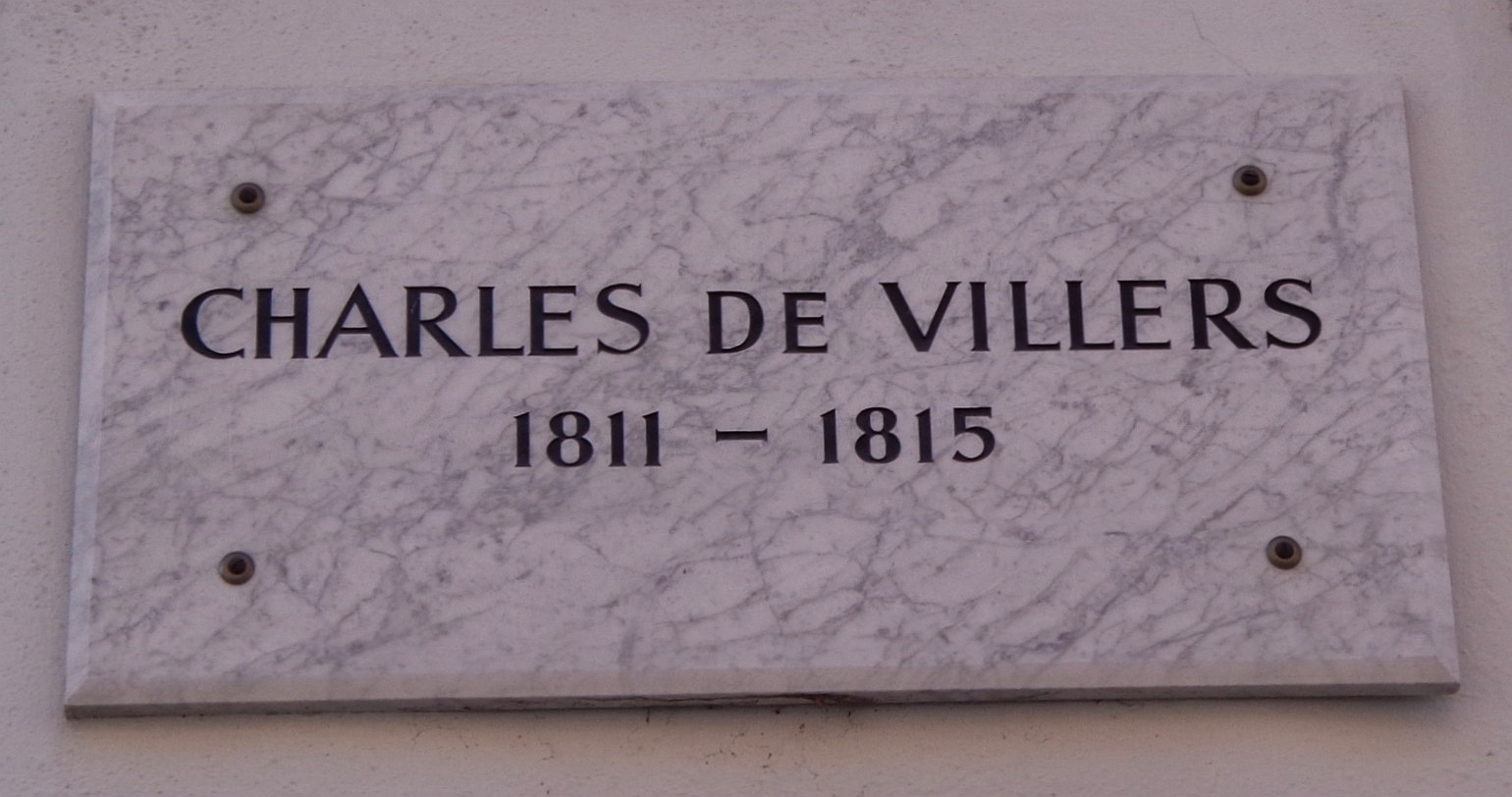
Göttinger Gedenktafel für Charles de Villers

Im Jahr 1811 wurde Villers Professor für Philosophie an der Georgia Augusta in Göttingen und konnte insofern den Roddes nach der Insolvenz in Göttingen im Rahmen seiner Möglichkeiten helfen. Da die Berufung jedoch nicht von der Universität, sondern von der Regierung von Kassel ausging, war er bei den Professoren wenig beliebt, die ihm außerdem vorwarfen, dass er „keine einzige Wissenschaft zunftmäßig erlernt hatte“.
1814, nach dem Untergang des Königreichs Westphalen, wurde er daher von der Regierung des Königreichs Hannover umgehend entlassen. Er erhielt eine Jahrespension von 3000 Francs und wurde aufgefordert, das Königreich zu verlassen. Villers wehrte sich dagegen und berief sich darauf, dass er Bürger von Bremen, somit naturalisierter Deutscher sei: „Mich jagt man von Göttingen fort, meinem letzten Asyl, mich, der ich die Universität in Wort, Schrift und Tat so oft gegen die Feinde des deutschen Geistes verteidigt habe.“ Da die Ausweisung überall auf Empörung stieß, lenkte man ein, gewährte ihm ein Bleiberecht und erhöhte seine Pension auf 4000 Francs.
Villers konnte die Pension jedoch nicht lange genießen. Am 11. Februar 1815 erlitt er einen Schlaganfall. Nach einem weiteren Schlaganfall starb er am 26. Februar. Er wurde auf dem Albani-Friedhof in Göttingen beigesetzt. Die Grabstätte ist nicht erhalten.

## Ehrungen
- 1808 ordentliches Mitglied der Sozietät der Wissenschaften an der Georgia Augusta in Göttingen und in der Folge deren Sekretär
- 1809 Ehrenbürger der Hansestadt Bremen
- 1809 Korrespondierendes Mitglied der Königlich Niederländischen Akademie der Wissenschaften
- 1810 Auswärtiges Mitglied der Bayerischen Akademie der Wissenschaften
- 1812 Korrespondierendes Mitglied der Preußischen Akademie der Wissenschaften
- 1813 Nordstern-Orden von Schweden (durch Bernadotte, inzwischen Kronprinz von Schweden)
- 1815 Ordre royal et militaire de Saint-Louis
- 1990 Göttinger Gedenktafel am Wohnhaus in der Langen Geismarstraße 49 in Göttingen[16]

## Schriften
- Le magnétiseur amoureux. Roman, Genf 1787 (tatsächlich 1789)
- Ajax fils d’Oilée. (Tragödie; nicht gedruckt)
- Les députés aux états généraux. Satire, 1789
- Examen du serment civique. 1790
- Regrets d’un aristocrate sur la destruction des moines. 1791
- De la liberté. : son tableau et sa définition; ce qu'elle est dans la société; moyens de l'y conserver. Metz & Paris 1791
- Lettres Westphaliennes. 1797
- Lettre sur le roman intitulé Justine ou Les malheurs de la vertu. 1797
- Notice littéraire sur M. Kant et sur l'état de la métaphysique en Allemagne au moment où ce philosophe a commencé d'y faire sensation. 1798
- Idée de ce que pourrait être une histoire universelle dans les vues d'un citoyen du monde. 1798
- Critique de la raison pure. Zusammenfassung von Kants Kritik der reinen Vernunft, 1799
- Philosophie de Kant, ou Principes fondamentaux de la philosophie transcendentale. 1801
- Lettre de Charles Villers à Georges Cuvier sur une nouvelle théorie du cerveau, par le Dr Gall, ce viscère étant considéré comme l'organe immédiat des facultés morales. 1802
- Esquisse de l'histoire de l'Église, depuis son fondateur jusqu'à la réformation, pour servir d'Appendice à l'Essai sur l'esprit et l'influence de la réformation de Luther. 1804
- Essai sur l'esprit et l'influence de la réformation de Luther, ouvrage qui a remporté le prix sur cette question proposée dans la séance publique du 15 germinal an X, par l'Institut national de France : Quelle a été l'influence de la réformation de Luther sur la situation politique des différens États de l'Europe, et sur le progrès des lumières ? 1804
- Versuch über den Geist und den Einfluß der Reformation Luthers. Nach der zweiten Ausgabe aus dem Französischen übersetzt von Carl Friedrich Cramer. Hoffmann, Hamburg 1805 Digitalisat
- Brief an die Gräfinn Fanny de Beauharnais enthaltend eine Nachricht von den Begebenheiten, die zu Lübeck an dem Tage, Donnerstag den 6ten November 1806 und folgenden vorgefallen sind. Kunst- und Industrie-Comptoir, Amsterdam 1807, Neudruck Lübeck 1981
- Lettre à Mme la comtesse Fanny de Beauharnais, contenant un récit des événements qui se sont passés à Lübeck dans le journées du jeudi 6 novembre 1806 et les suivantes. Amsterdam 1807
- Essai sur l'esprit et l'influence de la réformation de Luther. Paris 1808 Digitalisat; Deutsch: Versuch über den Geist und Einfluss der Reformation Luthers. Reutlingen 1818
- Coup d'œil sur les universités et le mode d'instruction publique de l'Allemagne protestante, en particulier du royaume de Westphalie. 1808. Deutsch: Blick auf die Universitäten und die Art des öffentlichen Unterrichts im protestantischen Teutschlande, besonders im Königreiche Westphalen. Marburg 1808
- Constitutions des trois villes libres-anséatiques, Lubeck, Bremen et Hambourg. Avec un mémoire sur le rang que doivent occuper ces villes dans l'organisation commerciale de l'Europe. 1814
- Précis historique sur la présentation de la Confession d'Augsbourg à l'empereur Charles-Quint, par plusieurs princes, états et villes d'Allemagne, ouvrage posthume de Mr Charles de Villers, suivi du texte de la Confession d'Augsbourg. Nouvelle traduction française, accompagnée de notes. 1817
- Philosophie de Kant ou principes fondamentaux de la philosophie transcendentale. 2 Bde. Utrecht 1830ff; Neudruck: Brüssel 1973